# El Uvito
El Uvito est une localité de la province de Veraguas, au Panama.